# THE IDOLM@STER MASTER SPECIAL
「THE IDOLM@STER MASTER SPECIAL」（アイドルマスター マスター スペシャル）は、2008年12月10日から日本コロムビアよりリリースされているPSP専用ゲーム『THE IDOLM@STER SP』のサウンドトラックCDシリーズ。

## 概要
各アイドルのソロ新曲やカバー曲などが収録されている。
『01〜06』では各作品に2人のアイドルが登場し、新曲は各アイドルがソロで歌う曲のほかに、全タイトル共通のデュエット曲「L・O・B・M」が収録される。なお、カバー曲は「THE IDOLM@STER MASTER SPECIAL -リクエスト・スペシャル-」と題して公募されている。
『WINTER』と『SPRING』は各CDに6名ずつ登場し、『SP』用にDLC配信された新曲1曲とCD用新曲2曲、それぞれの季節をテーマにしたカバー曲を6曲収録したCD。
「Colorful Days」と「オーバーマスター」にはCDのみの通常版とDVD付きの限定版があり、また両CD同時購入特典として先着で「ミニのぼりとイベント応募ハガキ」がメーカー特典としてプレゼントされた。なお、2008年11月21日 - 2008年12月3日までの期間限定で、両楽曲のゲームバージョンが携帯サイトであるアニメロミックス「アニメロ☆うた」において着うたとして無料配信された。

## 765 Colorful Days
2008年12月10日発売。オリコンデイリーランキング初登場4位、オリコン週間ランキング初登場12位（売上枚数11,445枚）。
『SP』の主題歌である「Colorful Days」とCDオリジナル曲「スキ」、カズンのカバーである「サイレント ナイト」を収録。

## 961 オーバーマスター
2008年12月10日発売。オリコンデイリーランキング初登場3位、オリコン週間ランキング初登場11位（売上枚数11,644枚）。
『SP』の挿入歌である「オーバーマスター」とCDオリジナル曲「KisS」、ケツメイシのカバーである「聖なる夜に」を収録。

## 01 天海春香・高槻やよい
収録曲
1. 乙女よ大志を抱け!!
歌：天海春香（中村繪里子）
作詞：yura、作曲・編曲：白戸佑輔、編曲：景家淳
2. ゲンキトリッパー
歌：高槻やよい（仁後真耶子）
作詞・作曲・編曲：NBGI（おおくぼひろし）
3. トーク01
4. それが、愛でしょう
歌：天海春香（中村繪里子）
作詞：下川みくに、作曲・編曲：Sin
オリジナルアーティスト：下川みくに
5. じゅもんをあげるよ
歌：高槻やよい（仁後真耶子）
作詞：NBGI（後藤裕之）、作曲・編曲：NBGI（神前暁）
オリジナルアーティスト：古原奈々
6. トーク02
7. Do-Dai（M@STER VERSION）
歌：高槻やよい（仁後真耶子）
作詞：NBGI（mft）、作曲・編曲：NBGI（中川浩二）
8. 私はアイドル♡（SINGLE VERSION）
歌：天海春香（中村繪里子）
作詞：中村恵、作曲・編曲：NBGI（佐々木宏人）
9. トーク03
10. i（REM@STER-A）
歌：天海春香（中村繪里子）・高槻やよい（仁後真耶子）
作詞：中村恵、作曲・編曲：NBGI（佐々木宏人）、アレンジ：川田瑠夏
11. トーク04
12. L・O・B・M
歌：高槻やよい（仁後真耶子）・天海春香（中村繪里子）
作詞：NBGI（mft）、作曲・編曲：NBGI（高田龍一）
13. 乙女よ大志を抱け!!（オリジナル・カラオケ）
作詞：yura、作曲・編曲：白戸佑輔、編曲：景家淳
14. ゲンキトリッパー（オリジナル・カラオケ）
作詞・作曲・編曲：NBGI（おおくぼひろし）
15. ボーナス・トラック・トーク

## 02 秋月律子・双海亜美 / 真美
収録曲
1. livE
歌：秋月律子（若林直美）
作詞：yura Dark、作曲：橋本由香利
2. 黎明スターライン
歌：双海亜美 / 真美（下田麻美）
作詞：NBGI（LindaAI-CUE）、作曲・編曲：NBGI（増渕裕二）
3. トーク01
4. Resolution
歌：秋月律子（若林直美）
作詞：西脇唯、作曲・編曲：ジョー・リノイエ
オリジナルアーティスト：ROmantic Mode
5. 青空のナミダ
歌：双海亜美 / 真美（下田麻美）
作詞：高橋瞳・渡辺なつみ、作曲・編曲：田中秀典
オリジナルアーティスト：高橋瞳
6. トーク02
7. サニー
歌：双海亜美 / 真美（下田麻美）
作詞：yura、作曲・編曲：Funta
8. shiny smile（M@STER VERSION）
歌：秋月律子（若林直美）
作詞：朝日祭、作曲・編曲 ：NBGI（Yoshi）
9. トーク03
10. my song（REM@STER-A）
歌：秋月律子（若林直美）・双海亜美 / 真美（下田麻美）
作詞：yura、作曲・編曲：神前暁、アレンジ：川田瑠夏
11. トーク04
12. L・O・B・M
歌：双海亜美 / 真美（下田麻美）・秋月律子（若林直美）
作詞：NBGI（mft）、作曲・編曲：NBGI（高田龍一）
13. livE（オリジナル・カラオケ）
作詞：yura Dark、作曲：橋本由香利
14. 黎明スターライン（オリジナル・カラオケ）
作詞：NBGI（LindaAI-CUE）、作曲・編曲：NBGI（増渕裕二）
15. ボーナス・トラック・トーク

## 03 如月千早・我那覇響
収録曲
1. arcadia
歌：如月千早（今井麻美）
作詞：白瀬彩、作曲・編曲：上松範康、編曲：中山真斗
2. Next Life
歌：我那覇響（沼倉愛美）
作詞・作曲・編曲：NBGI（遠山明孝）
3. トーク01
4. Is This Love
歌：我那覇響（沼倉愛美）
作詞・作曲・編曲：葉山拓亮
オリジナルアーティスト：EARTH
5. 遠い音楽
歌：如月千早（今井麻美）
作詞：原マスミ、作曲・編曲：吉良知彦
オリジナルアーティスト：ZABADAK
6. トーク02
7. inferno
歌：如月千早（今井麻美）
作詞：yura Dark、作曲・編曲：藤末樹、編曲：草野よしひろ
8. オーバーマスター（M@STER VERSION）
歌：我那覇響（沼倉愛美）
作詞：NBGI（mft）、作曲・編曲：NBGI（中川浩二）、編曲：NBGI（増渕裕二）
9. トーク03
10. Do-Dai（REM@STER-B）
歌：如月千早（今井麻美）・我那覇響（沼倉愛美）
作詞：yura、作曲・編曲：神前暁、アレンジ：川田瑠夏
11. トーク04
12. L・O・B・M
歌：我那覇響（沼倉愛美）・如月千早（今井麻美）
作詞：NBGI（mft）、作曲・編曲：NBGI（高田龍一）
13. arcadia（オリジナル・カラオケ）
作詞：白瀬彩、作曲・編曲：上松範康、編曲：中山真斗
14. Next Life（オリジナル・カラオケ）
作詞・作曲・編曲：NBGI（遠山明孝）
15. ボーナス・トラック・トーク

## 04 萩原雪歩・四条貴音
収録曲
1. ALRIGHT*
歌：萩原雪歩（落合祐里香）
作詞：yura、作曲・編曲：cota、編曲；関淳二郎
2. フラワーガール
歌：四条貴音（原由実）
作詞：NBGI（Yoshi）・NBGI（kyon）、作曲・編曲：NBGI（Yoshi）
3. トーク01
4. 風と雲と私
歌：萩原雪歩（落合祐里香）
作詞：マイカプロジェクト、作曲・編曲：熊谷幸子
オリジナルアーティスト：熊谷幸子
5. やさしい両手 [Japanese ver.]
歌：四条貴音（原由実）
作詞・作曲・編曲：福田考代
オリジナルアーティスト：三谷朋世
6. トーク02
7. オーバーマスター（M@STER VERSION）
歌：萩原雪歩（落合祐里香）
作詞：NBGI（mft）、作曲・編曲：NBGI（中川浩二）、編曲：NBGI（増渕裕二）
8. Colorful Days（M@STER VERSION）
歌：四条貴音（原由実）
作詞：中村恵、作曲・編曲 ：NBGI（佐々木宏人）
9. トーク03
10. shiny smile（REM@STER-B）
歌：萩原雪歩（落合祐里香）・四条貴音（原由実）
作詞：朝日祭、作曲・編曲 ：NBGI（Yoshi）、アレンジ：平沢敦士
11. トーク04
12. L・O・B・M
歌：四条貴音（原由実）・萩原雪歩（落合祐里香）
作詞：NBGI（mft）、作曲・編曲：NBGI（高田龍一）
13. ALRIGHT*（オリジナル・カラオケ）
作詞：白瀬彩、作曲・編曲：上松範康、編曲：中山真斗
14. フラワーガール（オリジナル・カラオケ）
作詞・作曲・編曲：NBGI（遠山明孝）
15. ボーナス・トラック・トーク

## 05 菊地真・三浦あずさ
収録曲
1. Mythmaker
歌：三浦あずさ（たかはし智秋）
作詞・作曲・編曲：NBGI（LindaAI-CUE）
2. 自転車
歌：菊地真（平田宏美）
作詞：白瀬彩、作曲・編曲：伊藤心太郎
3. トーク01
4. ナツノハナ
歌：菊地真（平田宏美）
作詞：はしもとみゆき、作曲・編曲：谷口尚久、編曲：CHOKKAKU
オリジナルアーティスト：JUJU
5. 近道したい
歌：三浦あずさ（たかはし智秋）
作詞：須賀響子、作曲・編曲：山川恵津子
オリジナルアーティスト：須賀響子
6. トーク02
7. YES♪
歌：菊地真（平田宏美）
作詞：yura、作曲・編曲：若林充
8. いっしょ
歌：三浦あずさ（たかはし智秋）
作詞：yura、作曲・編曲：藤末樹
9. トーク03
10. shiny smile（REM@STER-A）
歌：菊地真（平田宏美）・三浦あずさ（たかはし智秋）
作詞：朝日祭、作曲・編曲 ：NBGI（Yoshi）、アレンジ：林部亜紀子
11. トーク04
12. L・O・B・M
歌：三浦あずさ（たかはし智秋）・菊地真（平田宏美）
作詞：NBGI（mft）、作曲・編曲：NBGI（高田龍一）
13. Mythmaker（オリジナル・カラオケ）
作詞・作曲・編曲：NBGI（LindaAI-CUE）
14. 自転車（オリジナル・カラオケ）
作詞：白瀬彩、作曲：伊藤心太郎
15. ボーナス・トラック・トーク

## 06 星井美希・水瀬伊織
収録曲
1. ショッキングな彼
歌：星井美希（長谷川明子）
作詞：NBGI（mft）、作曲・編曲：NBGI（中川浩二）、編曲：NBGI（増渕裕二）
2. リゾラ
歌：水瀬伊織（釘宮理恵）
作詞：白瀬彩、作曲・編曲：柳田しゆ
3. トーク01
4. ラビット・パニック
歌：水瀬伊織（釘宮理恵）
作詞・作曲・編曲：佐々木朋子
オリジナルアーティスト：セラニポージ
5. 深紅
歌：星井美希（長谷川明子）
作詞：長瀬弘樹、作曲・編曲：柳沢英樹
オリジナルアーティスト：島谷ひとみ
6. トーク02
7. Do-Dai（REM@STER-A）
歌：星井美希（長谷川明子）・水瀬伊織（釘宮理恵）
作詞：NBGI（mft）、作曲・編曲：NBGI（中川浩二）、アレンジ：Low-tech Son
8. メリー
歌：星井美希（長谷川明子）
作詞：yura、作曲・編曲：Funta
9. トーク03
10. my song（M@STER VERSION）
歌：水瀬伊織（釘宮理恵）
作詞：yura、作曲・編曲：神前暁
11. トーク04
12. L・O・B・M
歌：水瀬伊織（釘宮理恵）・星井美希（長谷川明子）
作詞：NBGI（mft）、作曲・編曲：NBGI（高田龍一）
13. ショッキングな彼（オリジナル・カラオケ）
作詞：NBGI（mft）、作曲・編曲：NBGI（中川浩二）、編曲：NBGI（増渕裕二）
14. リゾラ（オリジナル・カラオケ）
作詞：白瀬彩、作曲・編曲：柳田しゆ
15. ボーナス・トラック・トーク
16. Colorful Days (M@STER VERSION 12 Colors)
歌：星井美希（長谷川明子）、我那覇響（沼倉愛美）、四条貴音（原由実）
作詞：中村恵、作曲・編曲：NBGI（佐々木宏人）

## WINTER
収録曲
1. Large Size Party
歌：三浦あずさ（たかはし智秋）・四条貴音（原由実）・如月千早（今井麻美）
作詞：瀬良羽美、作曲：宮島律子、編曲：草野よしひろ
2. あったかな雪
歌：星井美希（長谷川明子）・高槻やよい（仁後真耶子）・双海亜美 / 真美（下田麻美）
作詞：白瀬彩、作曲：糀谷拓土、編曲：マルヤマテツオ
3. SCENE01
4. ワンダー☆ウィンター☆ヤッター！！
歌：双海亜美 / 真美（下田麻美）
作詞：青木久美子、作曲：間瀬公司、編曲：佐藤直紀
オリジナルアーティスト：五條真由美
5. チキンライス
歌：高槻やよい（仁後真耶子）
作詞：松本人志、作曲・編曲:槇原敬之
オリジナルアーティスト：浜田雅功と槇原敬之
6. 一時間遅れの僕の天使～Lately X'mas～
歌：星井美希（長谷川明子）
作詞：風堂美紀、作曲・編曲：楠瀬誠志郎
オリジナルアーティスト：楠瀬誠志郎
7. SCENE02
8. 素敵なホリデイ
歌：三浦あずさ（たかはし智秋）
作詞・作曲：竹内まりや、編曲：服部克久
オリジナルアーティスト：竹内まりや
9. 遠い街から
歌：如月千早（今井麻美）
作詞：今井美樹、作曲・編曲：久石譲
オリジナルアーティスト：今井美樹
10. WINTER COMES AROUND（冬の一日）
歌：四条貴音（原由実）
作詞：小室みつ子、作曲・編曲：木根尚登
オリジナルアーティスト：TM NETWORK
11. SCENE03
12. キミはメロディ（M@STER VERSION)
歌：三浦あずさ（たかはし智秋）・四条貴音（原由実）・如月千早（今井麻美）・星井美希（長谷川明子）・高槻やよい（仁後真耶子）・双海亜美 / 真美（下田麻美）
作詞：遠藤フビト、作曲・編曲 ：NBGI（内田哲也）
13. プレゼント・トラック01 キミはメロディ（M@STER VERSION） オリジナル・カラオケ
14. プレゼント・トラック02 クリスマス専用当日オープニング

## SPRING
収録曲
1. チェリー
歌：天海春香（中村繪里子）・水瀬伊織（釘宮理恵）・我那覇響（沼倉愛美）・秋月律子（若林直美）・菊地真（平田宏美）・萩原雪歩（長谷優里奈）
作詞：yura、作曲・編曲：Funta7
2. SCENE01
3. 春
歌：我那覇響（沼倉愛美）
作詞・作曲・編曲：To Be Acoustic
オリジナルアーティスト：小野真弓
4. 色・ホワイトブレンド
歌：天海春香（中村繪里子）
作詞・作曲・編曲：竹内まりや
オリジナルアーティスト：中山美穂
5. 明日、春が来たら
歌：菊地真（平田宏美）
作詞：坂元裕二、作曲・編曲：日向大介
オリジナルアーティスト：松たか子
6. SCENE02
7. はるのきおく
歌：水瀬伊織（釘宮理恵）
作詞・作曲・編曲：小松未歩
オリジナルアーティスト：小松未歩
8. For フルーツバスケット
歌：萩原雪歩（長谷優里奈）
作詞・作曲・編曲：岡崎律子
オリジナルアーティスト：岡崎律子
9. 旅立ちの日に…
歌：秋月律子（若林直美）
作詞・作曲・編曲：川嶋あい
オリジナルアーティスト：川嶋あい
10. SCENE03
11. またね（M@STER VERSION）
歌：天海春香（中村繪里子）・水瀬伊織（釘宮理恵）・我那覇響（沼倉愛美）・秋月律子（若林直美）・菊地真（平田宏美）・萩原雪歩（長谷優里奈）
作詞：伊那村さちこ、作曲・編曲：NBGI（Yoshi）
12. SCENE04
13. 笑って!
歌：天海春香（中村繪里子）
作詞：伊那村さちこ、作曲・編曲：DY-T、編曲：草野よしひろ
14. またね（M@STER VERSION） オリジナル・カラオケ
作詞：伊那村さちこ、作曲・編曲：NBGI（Yoshi）
15. 笑って! オリジナル・カラオケ
作詞：伊那村さちこ、作曲・編曲：DY-T、編曲：草野よしひろ